# Show Champion
Show Champion (hangul: 쇼 챔피언) är ett sydkoreanskt TV-program som direktsänds varje onsdag på MBC Music.

## Beskrivning
Varje vecka framträder utvalda artister live på scen med sina nya låtar i programmet och tävlar om första plats. Artisterna tilldelas poäng och resultatet presenteras genom en topplista som räknar ner under programmets gång, detta tills tre artister återstår i slutet av programmet och då vinnaren avslöjas. Poängen baseras på 50% digital försäljning, 20% fysisk försäljning, 15% onlineröstning av TV-tittare och 15% juryröstning från musikexperter.
Tillsammans med liknande program som sänds under veckan på andra TV-kanaler är Show Champion en av de främsta plattformarna för marknadsföring av ny musik i Sydkorea. Redan etablerade skivbolag och artister har större chans att få medverka i programmen då det bland annat ger högre tittarsiffror.

## Flest vinster

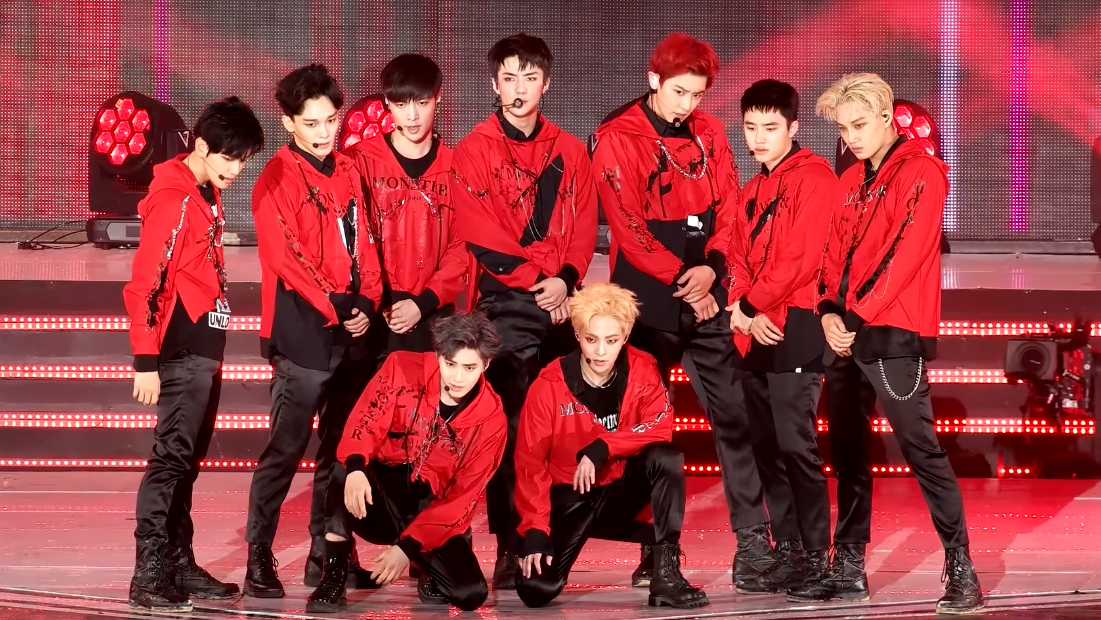
Pojkbandet Exo har vunnit Show Champion fler gånger än någon annan artist, totalt 13 veckor.

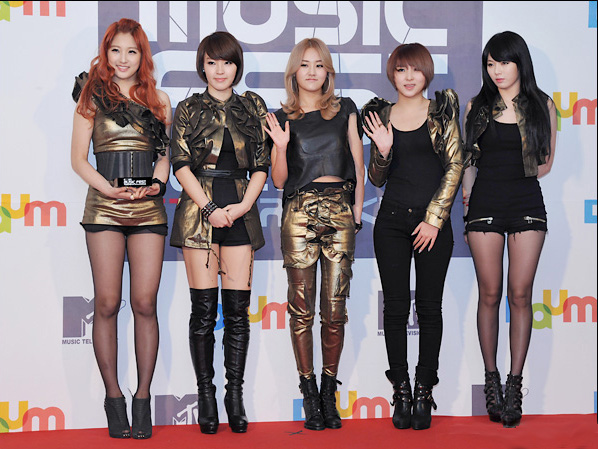
4Minute är den mest framgångsrika tjejgruppen i programmet med 7 vinster.

| Plats | Artist            | Antal | Debut |
| ----- | ----------------- | ----- | ----- |
| 1     | Exo               | 13    | 2012  |
| 2     | SHINee            | 10    | 2008  |
| 3     | 4Minute           | 7     | 2009  |
| 3     | CNBLUE            | 7     | 2009  |
| 4     | Beast/Highlight   | 6     | 2009  |
| 4     | Infinite          | 6     | 2010  |
| 4     | Sistar            | 6     | 2010  |
| 4     | B1A4              | 6     | 2011  |
| 4     | VIXX              | 6     | 2012  |
| 4     | Red Velvet        | 6     | 2014  |
| 5     | Super Junior      | 5     | 2005  |
| 5     | AOA               | 5     | 2012  |
| 5     | Bangtan Boys      | 5     | 2013  |
| 5     | GFriend           | 5     | 2015  |
| 6     | Shinhwa           | 4     | 1998  |
| 6     | Kara              | 4     | 2007  |
| 6     | Girls' Generation | 4     | 2007  |
| 6     | f(x)              | 4     | 2009  |
| 6     | Ailee             | 4     | 2012  |
| 6     | EXID              | 4     | 2012  |

## Liknande program
- The Show — tisdagar på SBS MTV
- M! Countdown — torsdagar på Mnet
- Simply K-pop — fredagar på Arirang TV
- Music Bank — fredagar på KBS
- Show! Music Core — lördagar på MBC
- Inkigayo — söndagar på SBS